# فيكتور نيلسون
فيكتور نيلسون (مواليد 14 أكتوبر 1998) هو لاعب كرة قدم دنماركي يلعب في مركز المدافع في نادي غلطة سراي.

## وصلات خارجية
- فيكتور نيلسون على موقع الاتحاد الأوربي (الإنجليزية)
- فيكتور نيلسون على موقع قاعدة بيانات كرة القدم.إي يو (الإنجليزية)
- فيكتور نيلسون على موقع ناشيونال فوتبول تيمز (الإنجليزية)
- فيكتور نيلسون على موقع Soccerway.com (الإنجليزية)
- فيكتور نيلسون على موقع عالم كرة القدم.نت (الإنجليزية)